# Carlos Flores Dueñas
Carlos Flores Dueñas es un político mexicano miembro del Partido Revolucionario Institucional, que ocupó la gubernatura de su estado, Colima, de 2003 a 2004. Con anterioridad a la gubernatura y también después de haberla ocupado, hasta la fecha, se ha desempeñado como Secretario de Educación del estado.
Carlos Flores es maestro normalista egresado del Centro Regional de Educación Normal en Ciudad Guzmán, Jalisco y tiene una Maestría en Educación por la Universidad de Colima, ha ocupado diversos cargos políticos, tanto en el gobierno del estado como en la estructura del PRI, durante todo el gobierno de Fernando Moreno Peña se desempeñó como Secretario de Educación del estado, al concluir el sexenio de este fue designado gobernador interino del estado por un periodo de dos meses, debido a que el Tribunal Electoral del Poder Judicial de la Federación anuló las elecciones constitucionales en las que había triunfado el candidato del PRI Gustavo Vázquez Montes, por acusaciones de que el gobernador Fernando Moreno Peña lo había favorecido desde su cargo. Durante su gobierno se efectuaron elecciones extraordinarias que de nuevo fueron ganadas por Vázquez Montes que al tomar posesión lo designó nuevamente titular de Educación, cargo en el que se ha mantenido en los sucesivos gobiernos de Arnoldo Ochoa González y Silverio Cavazos en el 2007 Silverio Cavazos lo destituye del cargo de Secretario de Educación y se retira de la vida pública.